# Aaron Marc Stein
Aaron Marc Stein, noto anche con lo pseudonimo di George Bagby (New York, 15 novembre 1906 – Manhattan, 29 agosto 1985), è stato uno scrittore statunitense. Scrisse per lo più romanzi di genere mystery, il cui personaggio principale era l'Ispettore Schmidt, capo della squadra omicidi del Dipartimento di Polizia di New York. In questi romanzi appare anche lo stesso Bagby, che ha un ruolo simile a quello del Dottor Watson in Sherlock Holmes, seguendo Schmidt durante i suoi casi e facendogli da biografo. Alcuni dei suoi romanzi sono stati tradotti in varie lingue, tra cui tedesco, francese e spagnolo.

## Biografia
Frequentò la Princeton University laureandosi con lode in archeologia I suoi primi romanzi catturarono l'attenzione di Theodore Dreiser e vennero pubblicati, ma Stein iniziò a diventare famoso solo quando iniziò a scrivere i mystery. Pubblicò dei romanzi anche con il suo vero nome e altri con lo pseudonimo di Hampton Stone. Il primo romanzo venne pubblicato nel 1930. Il primo mystery, Murder at the Piano, venne invece pubblicato nel 1935. Il primo romanzo scritto con lo pseudonimo Stone, Quel morto nel bar all'angolo, venne recensito sul New York Times nel 1948.
Negli anni trenta fu critico per un giornale di New York, e in seguito andò a lavorare per il magazine Time. Durante la Seconda Guerra Mondiale prestò servizio nell'esercito degli Stati Uniti.
Pubblicò più di 100 romanzi e, per i suoi successi, il Mystery Writers of America lo insignì del Grand Master Award agli Edgar Award del 1979. Il suo ultimo libro, The Garbage Collector, venne pubblicato nel 1984.
Morì di cancro nel 1985, a 79 anni, al Lenox Hill Hospital di Manhattan.

## Opere

### George Bagby
- Un cadavere per Bagby (The golden creep)
- Le magnifiche sei (Guaranteed to fade)
- Indagine pericolosa (The Most Wanted)
- La morte canta country (Country and Fatal)
- Scambio di persona (A Question of Quarry)
- Finché morte non vi separi (The real gone goose)
- La brutta morte (Another Day, Another death)
- Non chiamate l'FBI (The Tough Get Going)

### Aaron Marc Stein
- Chissà dove (Nowhere?)
- Itinerario esplosivo per Matt Erridge (The bombing run)
- Una vittima di troppo (Lock and key)
- Un cadavere per un amico (A Body for a Buddy)
- Tensione sotto zero (Chill factor)
- Delitto sulle Alpi (Alp murder)

### Hampton Stone
- Quel morto nel bar all'angolo (The corpse in the corner saloon)
- Tintarella di morte (The corpse was no bargain at all)
- Quel cadavere turbolento (The girl who kept knocking them dead)
- Rapimento a Manhattan (The man who was three jumps ahead)
- Concerto di morte al Lincoln Center (The kid who came home with a corpse)
- Salto nel buio (The man who had too much to lose)